# Guido Fulst
Guido Fulst, född den 7 juli 1970 i Wernigerode, Tyskland, är en tysk tävlingscyklist som tog brons i cykelpoängloppet vid olympiska sommarspelen 2004 i Aten. I lag har han tagit två OS-guld, nämligen i lagförföljelsen vid olympiska sommarspelen 1992 i Barcelona och igen åtta år senare under de olympiska cykeltävlingarna 2000 i Sydney. 